# Línea 164 (EMT Madrid)
La línea 164 de la EMT de Madrid une el intercambiador de Moncloa con El Pardo.

## Características
Esta línea fue puesta en servicio el 1 de diciembre de 2024. Procede de la antigua concesión VCM-600 Madrid - El Pardo, prestada por la empresa Alacuber (perteneciente a Avanza Movilidad Integral). Heredó el recorrido de la línea interurbana 601.

### Frecuencias
| Lunes a viernes laborables |               |
| De 6:00 a 7:00             | 10-20 minutos |
| De 7:00 a 10:00            | 10-12 minutos |
| De 10:00 a 23:00           | 15 minutos    |
| Sábados laborables         |               |
| De 6:00 a 11:00            | 15-25 minutos |
| De 11:00 a 23:00           | 15 minutos    |
| Domingos y festivos        |               |
| De 7:00 a 11:00            | 15-30 minutos |
| De 11:00 a 23:00           | 15 minutos    |

## Recorrido y paradas

### Sentido El Pardo
| Código | Parada                                       | Común con          | Conexión con Metro |
| ------ | -------------------------------------------- | ------------------ | ------------------ |
| 15525  | Moncloa (Paseo de Moret)                     | 62                 | Moncloa            |
| 1330   | Cardenal Cisneros                            | 83 133 160 161 162 |                    |
| 1332   | Escuela Agronómica                           | 83 133 162         |                    |
| 1334   | Palacio de la Moncloa                        | 83 133 162         |                    |
| 1338   | Veterinaria                                  | 83 133 162         |                    |
| 1341   | Parque Deportivo Puerta de Hierro            | 83 133 815         |                    |
| 1343   | Instituto Llorente                           | 83 133 815         |                    |
| 5793   | Escuela ESCP                                 | 83 133 179 815     |                    |
| 6315   | Carretera del Pardo-Alberca                  | 179                |                    |
| 6316   | Carretera del Pardo-Tiro Pichón              | 179                |                    |
| 6317   | Carretera del Pardo-Puente de Renfe          | 179                |                    |
| 6318   | Carretera del Pardo-Acuartelamiento Marva    | 179                |                    |
| 6319   | Avenida del Palacio-Regimiento Transmisiones | 179                |                    |
| 10887  | Carretera del Pardo-Avenida de la Guardia    | 179                |                    |
| 6320   | Paseo de El Pardo Nº5                        | 179                |                    |
| 6321   | Paseo de El Pardo Nº43                       | 179                |                    |
| 6322   | Paseo de El Pardo-Campaña                    | 179                |                    |
| 6323   | Carretera de Colmenar-Regimiento             | 179                |                    |
| 6324   | Carretera de Colmenar Viejo                  | 179                |                    |
| 51106  | Carretera de Colmenar-Batallón               | 179                |                    |
| 6325   | Carretera de Colmenar-Regimiento             | 179                |                    |

### Sentido Moncloa
| Código | Parada                                        | Común con                | Conexión con Metro |
| ------ | --------------------------------------------- | ------------------------ | ------------------ |
| 6325   | Carretera de Colmenar-Regimiento              | 179                      |                    |
| 6326   | Paseo de El Pardo-Campaña                     | 179                      |                    |
| 6327   | Paseo de El Pardo Nº20                        | 179                      |                    |
| 6328   | Paseo de El Pardo-Carboneros                  | 179                      |                    |
| 6329   | Avenida de la Guardia-Soldado                 | 179                      |                    |
| 6330   | Avenida de la Guardia-Brunete                 | 179                      |                    |
| 6331   | Carretera del Pardo-Parque Central Ingenieros | 179                      |                    |
| 6332   | Carretera del Pardo-Puente de Renfe           | 179                      |                    |
| 6333   | Carretera del Pardo-Tiro Pichón               | 179                      |                    |
| 6334   | Carretera del Pardo - M-40                    | 179                      |                    |
| 1346   | Centro de Estudios Europe                     | 83 133 815               |                    |
| 1344   | Instituto Llorente                            | 83 133 815               |                    |
| 1342   | Parque Deportivo Puerta de Hierro             | 83 133                   |                    |
| 23     | Estadística-Geografía e Historia              | 83 133 162               |                    |
| 1335   | Palacio de la Moncloa                         | 83 133 162               |                    |
| 1333   | Escuela Agronómica                            | 83 133 162               |                    |
| 1331   | Avenida de la Memoria                         | 46 82 83 132 133 162 G U |                    |
| 740    | Moncloa                                       | 83 133                   | Moncloa            |